# Еквадор на Светском првенству у атлетици на отвореном 2011.
Еквадор је учествовао на 13. Светском првенству у атлетици на отвореном 2011. одржаном у Тегу од 27. августа до 4. септембра тринаести пут, односно учествовао је на свим првенствима до данас. Репрезентацију Еквадора представљало је дванаест учесника (9 мушкараца и 3 жене) који су се такмичили у шест тркачких и једној техничкој дисциплини.,

На овом првенству Еквадор није освојио ниједну медаљу, али је постигнут један лични рекорд и 4 најбоља лична резултата сезоне.

## Учесници
| Мушкарци: - Бајрон Пиедра — 10.000 м - Маурисио Артега — 20 км ходање - Андрес Чочо — 50 км ходање - Дијего Ферин — Скок увис | Жене: - Yadira Guamán — 20 км ходање |  |

## Резултати

### Мушкарци
| Атлетичар       | Дисциплина   | Лични рекорд | Квалификације        | Квалификације | Полуфинале     | Полуфинале | Финале               | Финале             | Детаљи |
| Атлетичар       | Дисциплина   | Лични рекорд | Резултат             | Место         | Резултат       | Место      | Резултат             | Место              | Детаљи |
| --------------- | ------------ | ------------ | -------------------- | ------------- | -------------- | ---------- | -------------------- | ------------------ | ------ |
| Бајрон Пиједра  | 10.000 м     | 27:32.59 НР  |                      |               |                |            | Нису завршили трку   | Нису завршили трку |        |
| Маурисио Артега | 20 км ходање | 1:23:18      |                      |               |                |            | Нису завршили трку   | Нису завршили трку |        |
| Андрес Чочо     | 50 км ходање | 3:56:58      | 3:49:32 САР, НР , ЛР | 10 / 24 (45)  | [ мртва веза ] |            |                      |                    |        |
| Дијего Ферин    | Скок увис    | 2.28 НР      | 2,21                 | 10. у гр Б    |                |            | Није се квалификовао | 23 / 32 (34)       |        |

### Жене
| Атлетичарка | Дисциплина   | Лични рекорд | Квалификације | Квалификације | Полуфинале | Полуфинале | Финале   | Финале       | Детаљи |
| Атлетичарка | Дисциплина   | Лични рекорд | Резултат      | Место         | Резултат   | Место      | Резултат | Место        | Детаљи |
| ----------- | ------------ | ------------ | ------------- | ------------- | ---------- | ---------- | -------- | ------------ | ------ |
| Паола Перез | 20 км ходање | 1:36:22      |               |               |            |            | 1:45:15  | 36 / 37 (50) |        |